# Rage (jogo eletrônico)
Rage (estilizado como RAGE) é um jogo eletrônico de tiro em primeira pessoa desenvolvido pela id Software. O título usa o novo motor de jogo desenvolvido pela id Software, chamado id Tech 5. O jogo foi mostrado pela primeira vez como um tech demo, no dia 11 de Junho de 2007, no WWDC, e foi oficialmente anunciado no dia 2 de Agosto de 2007, durante a QuakeCon. No mesmo dia, um trailer do jogo foi lançado no site GameTrailers. Em 2010, um spin-off do jogo foi lançado para iOS. O jogo foi lançado no dia 4 de outubro de 2011 na América do Norte, no dia 6 no Japão e dia 7 na Europa.
O jogo se passa em um mundo pós-apocalíptico semelhante ao observado em filmes como Mad Max, The Road Warrior e O Livro de Eli, bem como nos jogos Fallout e Fallout 2. Em uma entrevista para a GameSpot, o designer Tim Willits revelou que o jogo ocorre em um futuro próximo, após a queda de um cometa na Terra. A jogabilidade de corrida tem como influências jogos como o MotorStorm e Burnout, segundo uma outra entrevista de Willits para a Shacknews. O jogador poderá atualizar seus carros com o dinheiro ganho nas corridas.